# Dally Messenger

a Compétitions nationales et continentales officielles uniquement.

b Matchs officiels uniquement.
Dernière mise à jour le 2 février 2024.
Dally Messenger, né le 22 avril 1883 à Balmain en Nouvelle-Galles du Sud et mort le 24 novembre 1959, est un joueur de rugby à XV australien et de rugby à XIII néo-zélandais et australien. Dally Messenger est un joueur pionnier au plus haut niveau. Il est sélectionné en équipe d'Australie de rugby à XV (les Wallabies) en 1907,  et en équipe d'Australie de rugby à XIII (les Kangouroos).

## Biographie

### Carrière de rugby à XV
Né à Balmain, il grandit à Double Bay dans la Nouvelle-Galles du Sud, rejoint le club de Eastern Suburbs RUFC en 1905. Il évolue au poste de centre. Il fait régulièrement partie de l'équipe de la New South Wales Rugby Union avant d'intégrer la sélection australienne qui joue contre les All Blacks en 1907, il compte deux sélections.

### Carrière de rugby à XIII
En 1907 , Alex Burdon, joueur de XV de l'équipe d'Australie, se brise la clavicule au cours d'une rencontre contre la Nouvelle-Zélande. Dans une indifférence totale, il ne reçoit aucun soin nécessaire ni aide pour le remboursement des frais occasionnés par sa blessure.
L'opinion publique australienne, sensibilisée par ce fait, et les plus grands sportifs du moment prennent fait et cause pour lui : Victor Trumper, un grand joueur de cricket, Jim Giltinam, un rugbyman ami de George Smith et Dally Messenger. Ils font des propositions aux Néo-Zélandais pour qu'ils acceptent de jouer sous les règles du nouveau code quelques rencontres en Australie sur leur route vers l'Angleterre.
Les Néo-Zélandais acceptent de jouer à Sydney trois rencontres contre des équipes australiennes. Le premier match a lieu le 17 août 1907 et oppose la Nouvelle-Galles-du-Sud à la Nouvelle-Zélande (8-12). Dally Messenger, brillant au cours de ces rencontres, est alors invité à participer à la tournée des All Golds en Angleterre.
De retour en Australie, Dally Messenger joue au rugby à XIII, d'abord pour les Sydney Roosters. Micky Dore, Dally Messenger, Denis Lutge, Doug McLean snr et 
Johnny Rosewell débutent tous pour les Kangaroos dans le premier test contre la Nouvelle-Zélande. Au total, il joue dans sept tests de 1908 à 1910.